# Henricus Aeneae

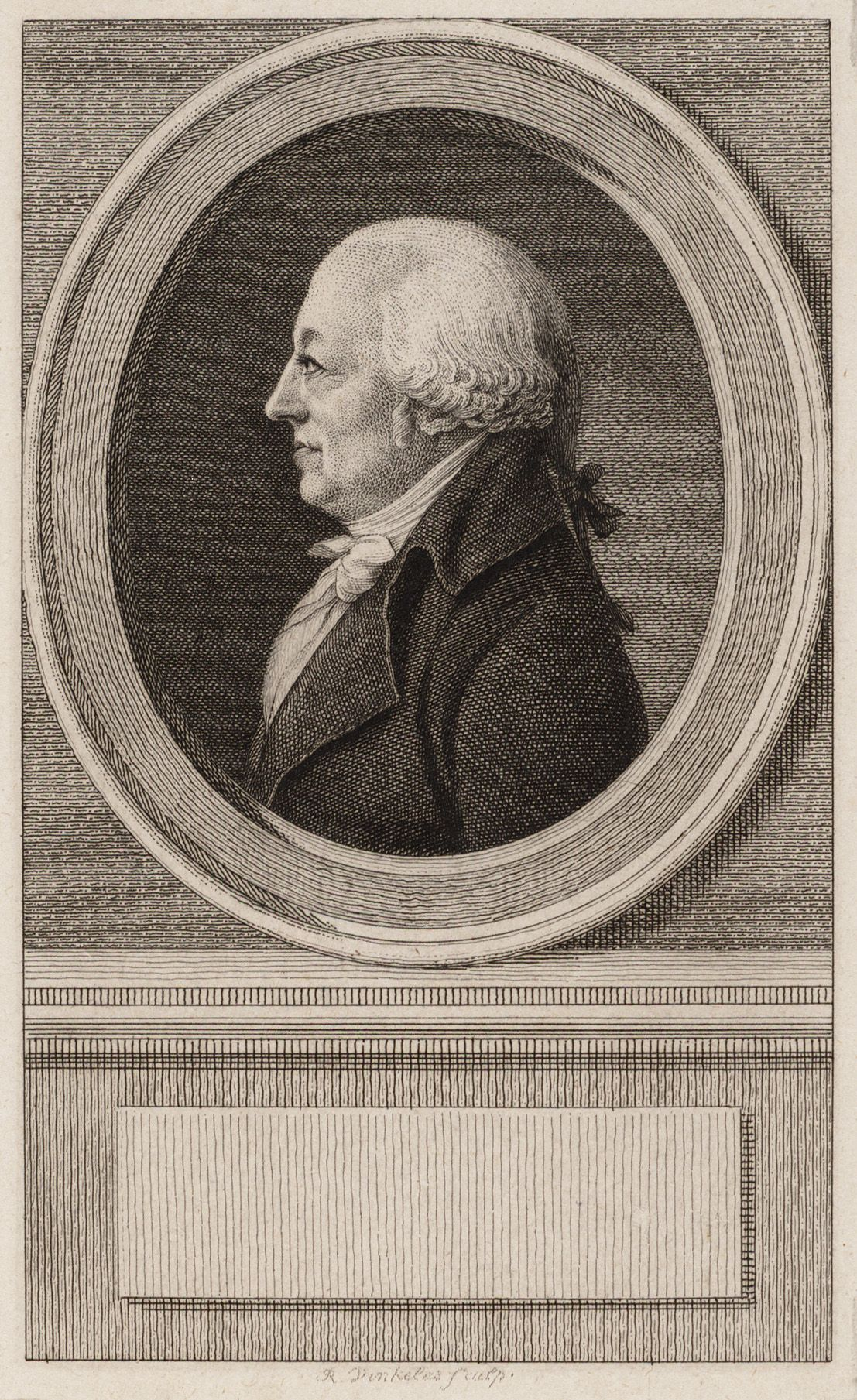
Henricus Aeneae

Henricus Aeneae (* 19. August 1743 in Oudemirdum, Gaasterlân-Sleat; † 1. November 1810 in 's Gravenhage) war ein niederländischer Wissenschaftler.
Der Sohn des Ministers Eduard Schultetus Aenee besuchte die Lateinschule in Leeuwarden und ab 1761 das Kollegium der Franeker, wo er Mathematik und Physik bei den Professoren Nicolaas Ypeij und Antonius Brugmans studierte. Auf Rat des Rektors der Lateinschule latinisierte er seinen Namen. Bei Jan Pieters van der Bildt und Wytze Foppes lernte er den Bau von Ferngläsern und Teleskopen.
Nach seiner Heirat begann er 1767 in Amsterdam Mathematik zu unterrichten. Zu seinen Schülern zählte Pieter Nieuwland. Zwei Jahre später wurde er in Leyden zum Meister in der Freien Künste und Doktor der Philosophie befördert. 1778 wurde er Ehrenmitglied der Gesellschaft Felix Meritis.
Unmittelbar nach der Revolution von 1795 wurde er Mitglied eines Ausschusses der Marine und überprüfte die Kriegsschiffe.
1798 begleitete er Jean Henri van Swinden nach Paris als Mitglieder der Kommission zur Bestimmung der Grundlagen des metrischen Systems.

## Veröffentlichungen
- Beschreibung und Gebrauch eines von Hernn G. Adams zu London verfertigten Telluriums; 1789
- Nieuwe andwoorden op de rekenkundige vraagen van H. Aeneae, voorkomende in deszelfs Rekenboek voor de Nederlandsche jeugd; 1804